# 李ボム浩
李 杋浩（イ・ボムホ、韓国語：이범호、1981年11月25日 - ）は、大韓民国の大邱広域市出身の元プロ野球選手（内野手）。
福岡ソフトバンクホークスでは、「杋」を「机」に置き換えた李 机浩として登録されていた。

## 経歴

### ハンファ時代
3年目の2002年、遊撃手としてIBAFインターコンチネンタルカップに出場。キューバ戦で本塁打を打つなどチームの準優勝を牽引した。2004年は打率.308・23本塁打・74打点と自己最高の成績を残し、この年から2007年まで4年連続20本塁打を記録。2005年は、遊撃手から三塁手へコンバートされ、自己最高の26本塁打を放ち、投票で金東柱に僅差で勝って三塁でゴールデングラブ賞を初受賞した。
自身初めての国際大会2006年WBCは目立った活躍はなかった。2009年WBCでは、2次ラウンド順位決定戦で田中将大から同点ホームランを放った。また3対2でリードされた決勝戦の9回裏、二死1,2塁の場面でダルビッシュ有から三遊間を抜ける同点適時打を放つなど、韓国の準優勝に大きく貢献。大会通じて打率.400・3本塁打・7打点の好成績を残し、三塁手のベストナインに選ばれた。シーズンでは、自身最高となる79打点を挙げた。

### ソフトバンク時代

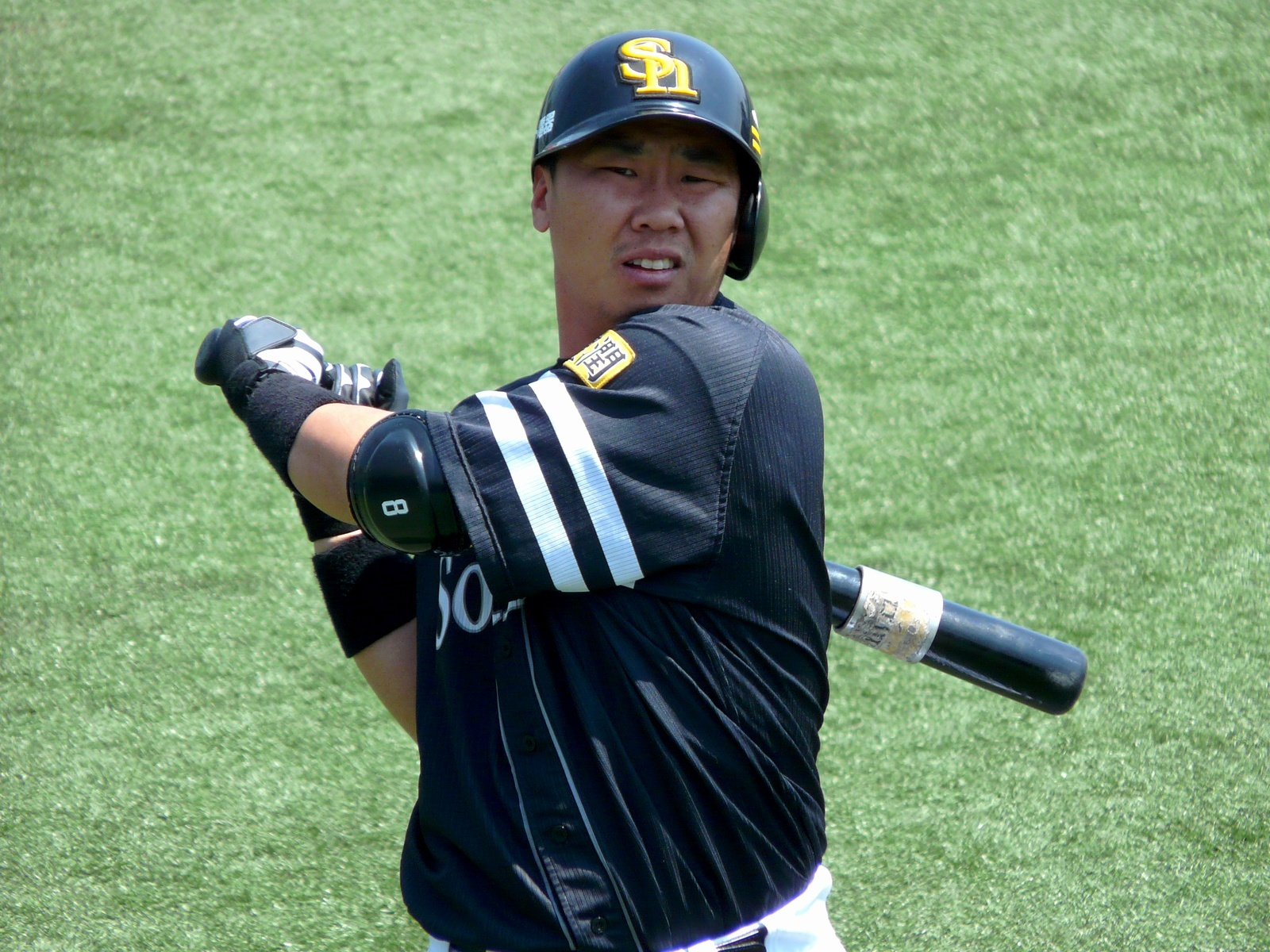
福岡ソフトバンクホークス時代
(2010年6月5日)

2009年11月、韓国野球委員会にFAを申請。11月19日に福岡ソフトバンクホークスへの入団が正式に決まり、2年契約を結んだ。
2010年5月7日の埼玉西武ライオンズ戦では味方が相手先発の涌井秀章の球を打てず8回まで無安打に抑えられていたが、9回に先頭打者として二塁打を放ち、涌井のノーヒットノーランを阻止した。
シーズン全体では左投手に対し打率.147と苦戦し先発出場も35試合にとどまった。代打では13打席で打率.417、2本塁打と結果を残し、二軍では本来の長打力を発揮し打率.277ながらもOPS.929を記録した。

### 起亜時代
2011年1月27日、契約期間を1年残しながらも自らの申し出でソフトバンクを退団し、韓国・起亜タイガースに移籍することが決まった。KBOからNPBへ移籍した韓国人選手で、韓国へ復帰する際古巣とは違う球団と契約した初の事例となった。ハンファへの補償選手には安永命が選ばれた。
起亜での最初のシーズンとなった2011年は開幕から打撃好調で、8月まで打点王のタイトル争いをしていたが負傷により1ヶ月ほど戦線離脱し、規定打席にも達しなかった。2012年は足の故障で7月前半までの出場となり、シーズン後半を棒に振った。2013年は起亜移籍後初めて規定打席に達し、チーム最多の24本塁打を記録した。2015年は28本塁打を記録し、オフシーズンに2度目のFAを取得したが、起亜と2016年からの4年契約を結び残留した。2016年は自己最多の33本塁打を記録。
2019年、故障などで出場機会が減少し、7月13日、光州起亜チャンピオンズフィールドのハンファ戦を引退試合とし、この日すべての起亜の選手が背番号25の李杋浩の名前が書かれたユニフォームを着用した。そして三塁手として先発出場し、試合後には引退セレモニーが行われ同僚選手たちから胴上げされた。また背番号25は同じく三塁手（当時）の朴燦灝へ継承された。
翌7月14日、起亜よりウェーバー公示され選手生活に終止符を打った。

### 現役引退後
2019年9月6日より同年10月までかつて所属していた福岡ソフトバンクホークス
でコーチ研修を受けた。2020年2月から10月までフィラデルフィア・フィリーズ傘下のマイナーリーグチームでコーチ研修を受ける予定だったが、マイナーリーグの開幕が不透明となったため2020年5月初めに帰国し、起亜タイガースのスカウト業務に関わり、同年11月、起亜の二軍総括コーチに就任した。
2024年2月13日、不祥事により解任された金鍾国前監督に代わり起亜タイガース監督に就任することが発表された。

## プレースタイル・人物
韓国有数のクラッチヒッター。打率に比べて圧倒的な長打率を記録しており、特に得点圏打率が非常に高い選手として知られている。KBOの歴代プロ野球準プレーオフで最も多いホームラン数(7個)を記録している選手でもある。また2019年シーズン終了時点で、韓国プロ野球史上個人最多の満塁ホームラン17本を記録している。
積極的な打撃を特徴とし、2004年から2007年まで4年連続20ホームラン以上を記録したほどの長打力を持つ。2009年まで在籍したハンファでは、堅実で強肩でもある三塁の守備でレギュラーとして活躍し、持ち前の長打力で金泰均と共に打線の中軸を担ってきた。
また、これといったタイトル受賞は2004年の最多二塁打一つだが、怪我が少なく615試合連続出場記録を持っていた。しかし2011年の韓国プロ野球復帰後は怪我や故障が多くなってしまった。
本来の漢字は木へんに凡の杋だが、「李机浩」と表記されることがある。また名前を一文字ずつ区切って正式に発音すると「イ・ボム・ホ」となるが、会話の中では区切らずに続けて発音するので、音声上は「イ・ボモ」に聞こえる。ソフトバンク時代の登録名は一文字ずつ区切った発音を使って「イ・ボムホ」となっており、韓国人の耳には少し違和感のある登録名だった。

## 詳細情報

### 年度別打撃成績
| 年 度     | 球 団        | 試 合 | 打 席 | 打 数 | 得 点 | 安 打 | 二 塁 打 | 三 塁 打 | 本 塁 打 | 塁 打 | 打 点 | 盗 塁 | 盗 塁 死 | 犠 打 | 犠 飛 | 四 球 | 敬 遠 | 死 球 | 三 振 | 併 殺 打 | 打 率 | 出 塁 率 | 長 打 率 | O P S |
| --------- | ------------ | ----- | ----- | ----- | ----- | ----- | -------- | -------- | -------- | ----- | ----- | ----- | -------- | ----- | ----- | ----- | ----- | ----- | ----- | -------- | ----- | -------- | -------- | ----- |
| 2000      | ハンファ     | 69    | 86    | 74    | 11    | 12    | 7        | 0        | 1        | 22    | 3     | 1     | 0        | 0     | 1     | 10    | 0     | 1     | 21    | 2        | .162  | .267     | .297     | .565  |
| 2001      | ハンファ     | 71    | 159   | 138   | 22    | 27    | 7        | 1        | 3        | 45    | 16    | 2     | 4        | 7     | 1     | 11    | 0     | 2     | 25    | 3        | .196  | .263     | .326     | .589  |
| 2002      | ハンファ     | 111   | 329   | 296   | 41    | 77    | 20       | 2        | 11       | 134   | 35    | 5     | 1        | 4     | 2     | 24    | 1     | 3     | 57    | 5        | .260  | .320     | .453     | .773  |
| 2003      | ハンファ     | 107   | 384   | 323   | 46    | 77    | 19       | 1        | 11       | 131   | 38    | 2     | 6        | 8     | 1     | 47    | 1     | 5     | 63    | 6        | .238  | .343     | .406     | .749  |
| 2004      | ハンファ     | 133   | 541   | 481   | 80    | 148   | 35       | 3        | 23       | 258   | 74    | 6     | 3        | 5     | 4     | 48    | 1     | 3     | 80    | 8        | .308  | .371     | .536     | .908  |
| 2005      | ハンファ     | 126   | 513   | 444   | 69    | 121   | 27       | 1        | 26       | 228   | 68    | 6     | 2        | 1     | 6     | 53    | 0     | 9     | 94    | 8        | .273  | .357     | .514     | .871  |
| 2006      | ハンファ     | 126   | 497   | 421   | 53    | 108   | 25       | 1        | 20       | 195   | 73    | 0     | 2        | 1     | 3     | 65    | 2     | 7     | 87    | 11       | .257  | .363     | .463     | .826  |
| 2007      | ハンファ     | 126   | 505   | 418   | 57    | 103   | 14       | 0        | 21       | 180   | 63    | 2     | 0        | 6     | 4     | 72    | 1     | 5     | 73    | 14       | .246  | .361     | .431     | .791  |
| 2008      | ハンファ     | 125   | 508   | 434   | 80    | 120   | 21       | 3        | 19       | 204   | 77    | 12    | 1        | 0     | 4     | 61    | 0     | 9     | 50    | 18       | .276  | .374     | .470     | .844  |
| 2009      | ハンファ     | 126   | 499   | 436   | 64    | 124   | 21       | 0        | 25       | 220   | 79    | 3     | 1        | 0     | 3     | 53    | 5     | 7     | 70    | 10       | .284  | .369     | .505     | .873  |
| 2010      | ソフトバンク | 48    | 139   | 124   | 11    | 28    | 4        | 0        | 4        | 44    | 8     | 1     | 0        | 3     | 0     | 11    | 0     | 1     | 33    | 2        | .226  | .294     | .355     | .649  |
| 2011      | 起亜         | 101   | 400   | 318   | 63    | 96    | 21       | 0        | 17       | 168   | 77    | 2     | 0        | 0     | 5     | 75    | 3     | 7     | 56    | 8        | .302  | .440     | .528     | .968  |
| 2012      | 起亜         | 42    | 171   | 140   | 13    | 41    | 7        | 0        | 2        | 54    | 19    | 1     | 0        | 0     | 3     | 27    | 2     | 1     | 23    | 3        | .293  | .404     | .386     | .789  |
| 2013      | 起亜         | 122   | 516   | 436   | 56    | 108   | 17       | 0        | 24       | 197   | 73    | 0     | 2        | 4     | 5     | 62    | 3     | 9     | 79    | 18       | .248  | .350     | .452     | .801  |
| 2014      | 起亜         | 105   | 406   | 350   | 47    | 94    | 23       | 0        | 19       | 174   | 82    | 2     | 2        | 0     | 4     | 41    | 1     | 11    | 89    | 9        | .269  | .360     | .497     | .857  |
| 2015      | 起亜         | 138   | 514   | 437   | 60    | 118   | 25       | 0        | 28       | 227   | 80    | 3     | 4        | 0     | 4     | 57    | 1     | 16    | 91    | 16       | .270  | .372     | .519     | .891  |
| 2016      | 起亜         | 138   | 560   | 484   | 93    | 150   | 23       | 0        | 33       | 272   | 108   | 1     | 1        | 0     | 7     | 60    | 7     | 9     | 57    | 15       | .310  | .391     | .562     | .953  |
| 2017      | 起亜         | 115   | 447   | 382   | 57    | 104   | 14       | 0        | 25       | 193   | 89    | 0     | 0        | 0     | 6     | 52    | 3     | 7     | 81    | 9        | .272  | .365     | .505     | .870  |
| 2018      | 起亜         | 101   | 380   | 332   | 41    | 93    | 7        | 0        | 20       | 160   | 69    | 1     | 0        | 0     | 2     | 42    | 4     | 4     | 59    | 12       | .280  | .366     | .482     | .848  |
| 2019      | 起亜         | 19    | 31    | 26    | 1     | 6     | 1        | 0        | 1        | 10    | 5     | 0     | 0        | 0     | 2     | 3     | 0     | 0     | 3     | 1        | .231  | .290     | .385     | .675  |
| KBO：19年 | KBO：19年    | 2001  | 7441  | 6370  | 954   | 1727  | 334      | 12       | 329      | 3072  | 1127  | 49    | 29       | 36    | 68    | 863   | 32    | 115   | 1158  | 175      | .271  | .365     | .482     | .848  |
| NPB：1年  | NPB：1年     | 48    | 139   | 124   | 11    | 28    | 4        | 0        | 4        | 44    | 8     | 1     | 0        | 3     | 0     | 11    | 0     | 1     | 33    | 2        | .226  | .294     | .355     | .649  |

- 各年度の太字はリーグ最高

### 表彰
KBO
- ゴールデングラブ賞：2回（2005年 - 2006年） - 三塁手

WBC
- 2009 ワールド・ベースボール・クラシック 優秀選手

### 記録

#### NPB
初記録
- 初出場・初先発出場：2010年3月20日、対北海道日本ハムファイターズ1回戦（札幌ドーム）、6番・指名打者で先発出場
- 初安打：2010年3月22日、対北海道日本ハムファイターズ3回戦（札幌ドーム）、7回表に金森敬之から左前安打
- 初盗塁：同上、7回表に二盗（投手：金森敬之、捕手：大野奨太）
- 初本塁打・初打点：2010年4月9日、対北海道日本ハムファイターズ4回戦（福岡Yahoo!Japanドーム）、7回裏に増井浩俊から左越ソロ

### 背番号
- 56（2000年 - 2001年）
- 31（2002年 - 2003年）
- 7（2004年 - 2009年）
- 8（2010年）
- 25（2011年 - 2019年）
- 71（2021年 - ）